# Bulevar José Batlle y Ordóñez
Bulevar José Batlle y Ordóñez – jedna z ważniejszych ulic w Montevideo, stolicy Urugwaju. Jej patronem jest urugwajski prezydent José Batlle y Ordóñez. Przecina miasto w kierunku południowo-wschodnim od barrio Conciliaciónpo wybrzeże La Platy.
Ulica odchodzi od ulicy Camino Francisco Lecocq. Biegnąc w kierunku południowo-wschodnim krzyżuje się z m.in. z: Avenida General Eugenio Garzon, Avenida De Las Instrocciones, na Plaza del Ejercito z Avenida General Flores, Avenida Jose Pedro Varela, Avenida Damaso Antonio Larranaga, Avenida 8 de Octubre oraz Avenida Italia.
Kończy się w barrio Buceo, gdzie dochodzi od Rambla Republica de Chile.